# Skander Zaïdi
Skander Zaïdi (Beni Khiar, 23 de abril de 1997) es un jugador de balonmano tunecino que juega de lateral izquierdo en el ES Tunis. Es internacional con la selección de balonmano de Túnez.
Zaïdi comenzó a destacar como jugador internacional en el Campeonato Mundial de Balonmano Masculino Junior de 2017, en el que fue el máximo goleador.

## Clubes
| Club          | País   | Año         |
| ------------- | ------ | ----------- |
| Club Africain | Túnez  | 2016 - 2019 |
| Al Ahly       | Egipto | 2019 - 2020 |
| ES Tunis      | Túnez  | 2020 - Act. |